# 문조 (조선)
문조(文祖, 1809년 9월 6일(음력 8월 9일) ~ 1830년 6월 13일(음력 5월 6일))는 조선의 왕세자이자 추존 국왕이며, 대한제국의 추존 황제이다. 효명세자(孝明世子) 또는 첫 묘호였던 익종(翼宗)으로도 잘 알려져있다. 순조의 아들이며 헌종의 아버지이다.

## 생애

### 탄생

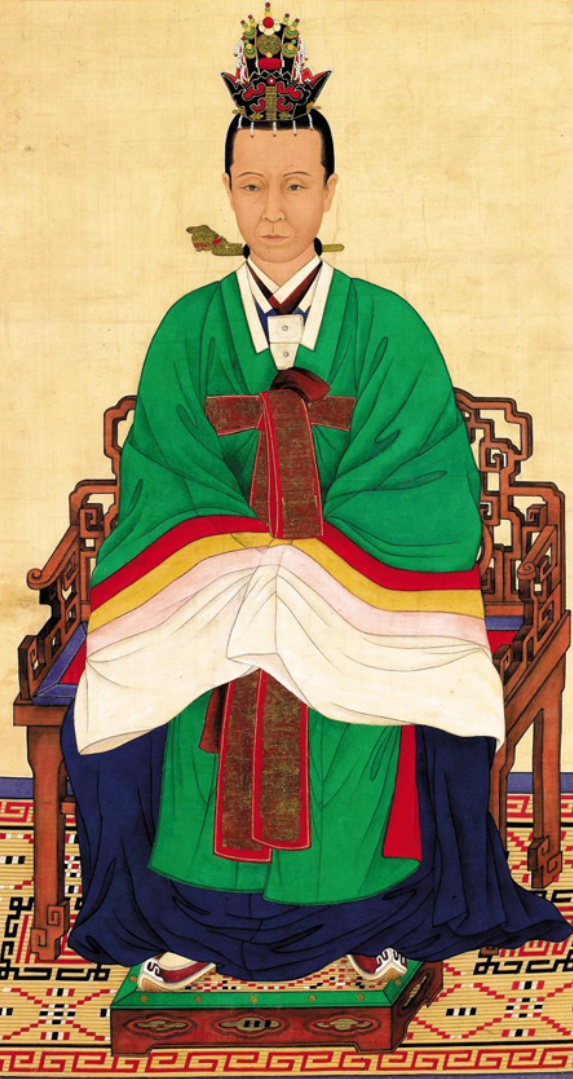
신정왕후 조씨 (1808-1890)
----효명세자의 아내이며 헌종의 어머니이다. 고종을 양자로 입적하여 왕위를 계승하게 하고 수렴청정을 실시하였다.

이름은 영(旲)이며, 1809년(순조 9년) 8월 9일, 창덕궁 대조전에서 순조와 순원왕후의 아들로 태어났다.
왕비의 원자 탄생은 명성왕후가 숙종을 낳은 이래 150년만의 일로, 창덕궁 인정전에서 백관이 모여 원자의 탄생을 하례하였다. 이때 순조는 할머니인 혜경궁 홍씨와 모후인 효의왕후, 생모인 수빈 박씨에게 치사(致詞)와 전문(箋文), 표리(表裏)를 올렸으며, 생모인 수빈에게 '저하(邸下)'의 경칭을 사용하여 부르도록 하유하였다. 또한 원자의 탄생을 축하하며 구환과 증렬미, 요역 등을 탕감하라고 하교하였다.
 
인정전에 나아가 직접 왕대비전(효의왕후) · 혜경궁(惠慶宮) · 가순궁(嘉順宮, 수빈 박씨)에게
치사와 전문, 표리를 올리고, 이어 백관의 하례를 받았다.
왕대비전에 올린 치사와 전문에 이르기를,
"국왕 신(臣) 모(某)는 삼가 가경(嘉慶) 14년(1809년) 8월 15일에
왕대비 전하의 덕이 흡족하고 자애하심으로 인하여 후손이 창성(昌盛)하는 경사를 맞이합니다.
지극한 교화와 두터운 곤덕으로 큰 복록이 물줄기처럼 이르러서 원자(元子, 효명세자)가 탄생함으로써
종사(宗社)가 태산 반석처럼 공고하여졌으므로 신인(神人)이 함께 기뻐하고 온 나라가 다같이 환희에 차 있으니,
신은 경사스럽고 기쁜 마음 견딜 수 없어 삼가 전문을 올려 경하드리는 바입니다.
(중략)
삼가 생각건대,
신은 천승(千乘)의 봉양으로 삼조(三朝)에 정성을 돈독히 하여 옛날 돌보아 길러주신 자애로움을 추념하니
기쁜 일을 맞아 더욱 감격하며,
백세토록 본손(本孫)과 지손(支孫)의 경사가 이어져 끝없는 아름다움을 누리시기를 바랍니다."
 — 《순조실록》 12권,
순조 9년(1809년 청 가경(嘉慶) 14년) 8월 15일 (계묘)

### 세자 책봉
1812년(순조 12년) 7월 6일, 창덕궁 인정전에서 왕세자로 책봉되었다.
1817년(순조 17년) 3월, 문묘에 작헌례를 올린 뒤 성균관에 입학하였다. 이때 효명세자의 성균관 입학례를 기념하여 그린 〈왕세자입학도첩〉은 서울특별시 유형문화재 제307호로 지정되었다.
| 왕세자가 문묘(文廟)에 나아가 작헌례를 행하고, 이어 입학례를 행하였다. 왕세자가 명륜당에 앉아 《소학》의 제사(題辭)를 강(講)하였는데, ‘오직 성인(聖人)만이 천성을 온전히 보존한 자이다.’라는 대목에 이르러 박사 남공철에게 묻기를, "어떻게 하면 성인이 될 수 있습니까?" 하니, 박사가 일어서서 대답하기를, "저하(邸下)의 이 물으심은 참으로 종묘 사직과 신민의 복입니다. 세자께서 어린 나이에 입학하여 이미 성인이 되기를 스스로 기약하는 뜻이 있으시니, 참으로 이 마음만 잘 미루어 확충하신다면 요(堯)임금도 될 수 있고 순(舜)임금도 될 수 있으니 지금부터가 그 시작입니다." 하였다. 세자가 또 묻기를, "여기에서 ‘들어와서는 효도하고 나가서는 공손하라.’고 하였는데, 효도를 하려면 무엇부터 먼저 하여야 합니까?" 하니, 박사가 대답하기를, "효도를 하는 길에 대하여 그 허다한 절목을 논하자면 갑자기 다 대답해 올릴 수 없습니다. 다만 마땅히 덕을 닦고 착한 행실을 하는 것으로 근본을 삼아야 할 것입니다. 부모의 마음을 기쁘게 해 드리는 데에 어찌 이보다 더 큰 것이 있겠습니까? 그리고 수신(修身)은 제가·치국·평천하의 근본인 만큼 효도의 큰 근본은 이보다 더한 것이 없습니다." 하니, 세자가 기쁘게 받아들였다. 이때 세자의 보령은 9세가 되어 비로소 입학하였는데, 자질이 온순 단아하고 예의 범절이 숙성하였다. 선성(先聖)을 지알(祗謁)하는데 주선(周旋)이 법도에 맞았고, 강독할 때에 글 읽는 소리가 가락에 맞았으며, 천인(天人) · 성명(性命)의 토론과 문답에 있어서 마치 덕을 완성한 것처럼 찬란하게 이루어졌으니 시종하던 신하들과 많은 선비들이 다리[橋]를 에워싸고, 구경한 사람이 수천 명이나 되었는데, 모두 목을 길게 늘이고 손을 모아 송축하였다. — 《순조실록》 20권, 순조 17년(1817년 청 가경(嘉慶) 22년) 3월 11일 (갑인) |

1819년(순조 19년) 3월, 경희궁 경현당에서 관례를 치르고 그해 10월 조만영의 딸 조씨(신정왕후)와 가례를 올렸다.

### 대리청정
1827년(순조 27년) 2월, 순조의 명으로 인정전에서 백관의 하례를 받고 대리청정을 시작하였다.
순조는 세도정치로 안동 김씨에게 집중된 국정의 주도권을 효명세자에게 대리청정을 맡김으로서 바로잡고자 하였다. 이에 세자빈의 친정인 풍양 조씨와 다른 당파의 인물들을 중용하였으며, 이인좌의 난 이후 축출된 소론 계열 인사들을 등용했다. 같은해 7월 18일, 아들(헌종)이 태어났다.
창덕궁 안에 사대부의 집을 본따 연경당(演慶堂)을 건립하였고 글과 춤을 좋아하여 직접 무용인 춘앵전을 편곡하기도 하였다. 또한 신하들에게 명하여 구양수와 소식의 글을 가려 뽑아 사문조영(文史咀英)의 편찬, 간행을 명하고 정리자(整理字) 활자로 간행하였다.
효명세자는 어머니 순원왕후의 40세가 되는 해인 1828년(순조 28년) 2월, 작헌례를 행하였다. 다음해인 1829년(순조 29년) 2월 9일에는 창경궁 명정전에서 아버지 순조의 재위 30주년과 나이 40세가 되는 해를 맞아 작헌례를 행하고 대규모 진하연을 열었다.
| “ | 교화를 베푼 지 30년이 되었고, 수는 4순(四旬)을 더하였습니다. 지금부터 오래오래 뻗어 나가서 1만 8천 년 동안 사소서. 큰 술잔으로 유하주(流霞酒)를 잔질하니 남극성의 빛이 면류관에 빛납니다. 한 전당(殿堂)에 기쁨이 넘치니 온 나라가 함께 즐거워합니다. | ” |
|   | — 아버지 순조에게 첫번째 잔을 바치며 |   |

이를 통해 부모에 대한 효를 나타냄과 동시에 왕실의 권위를 강화하고자 하였다. 이때 효명세자는 진찬시와 악장의 가사를 직접 지었고, 송나라의 장생보연지악에서 따온 〈장생보연지무(長生寶宴之舞)〉를 만들어 순조의 진찬연때 시연하였다.
왕과 신하들은 세자의 학문 진흥책을 비롯해 여러 당파를 중용하는 정국 운영으로 세자가 장차 왕권을 강화하고, 국정을 쇄신하리라 기대하였다. 그러나 효명세자는 대리청정 4년만에 요절하였다.

## 최후
1830년(순조 30년) 5월 6일, 창덕궁 희정당 서협실에서 훙서하였다. 순조와 순원왕후는 세자의 죽음을 비통해하였다.
 
경인(庚寅, 1830년) 5월 6일 임술일에 왕세자가 병으로 희정당의 서협실(西夾室)에서 훙서하였으니,
춘추가 22세였다.
성상(聖上, 순조) 및 왕비(순원왕후)가 통곡하고 운절하면서 하늘에 호소하였으나 어쩔 길이 없었으며,
경사대부(卿士大夫)와 진신장보(搢紳章甫)가 가슴을 어루만지며 통곡하지 않은 이가 없었고,
울먹이며 서로 세자의 죽음을 슬퍼하기를,
‘하늘이 우리 국가를 망하게 하려고 하는가?
저성(儲聖, 세자)이 돌아갔으니, 국가를 어떻게 해야 하겠는가?’라고 하였으며,
궁중의 위사(衛史)와 모든 부서의 관료들이며 도성에 가득한 군인과 백성, 천한 이들,
부녀자와 아이들도 모두 머리를 들고 애처롭게 울기를,
‘우리 양성(兩聖, 순조와 순원왕후)의 인자함과 성덕(盛德)으로도 이런 일이 있는가?
하늘이 어찌 차마 이렇게 하는가?’
하면서 며칠 사이에 슬퍼하며 원통해 하는 소리가 온 나라에 사무쳤다.
 — 《효명세자 지문(孝明世子誌文)》
7월 12일, 순조는 빈궁에 나아가 별전을 행하고, 아들의 죽음을 슬퍼하며 직접 제문을 작성하였다.
효명세자 제문

| “ | 아! 하늘에서 너를 빼앗아감이 어찌 그렇게도 빠른가? 앞으로 네가 상제(上帝)를 잘 섬길 것이라고 여겨서 그런 것인가, 장차 우리 나라를 두드려서 망하게 하려고 그러는 것인가, 아니면 착하지 못하고 어질지 못하며 부덕하여 신명(神明)에게 죄를 얻어 혹독한 처벌이 먼저 세자에게 미쳐서 그런 것인가? 내가 장차 누구를 원망하고 누구를 허물하며 어디에 의지하고 어디에 호소할까? 말을 하려고 하면 기운이 먼저 맺히고 생각을 하려고 하면 마음이 먼저 막히며 곡(哭)을 하려고 하면 소리가 나기도 전에 목이 먼저 메인다. 천하와 고금(古今)에 혹시라도 국가를 소유하고서 나의 처지와 같은 자가 있겠는가? 슬프고 슬프다. 내가 눈으로 네 얼굴을 보지 못하고 귀로 네 음성을 듣지 못한 지 이미 60일이 지나고 절기가 두번이나 바뀌었다. 그런데 너는 아직까지 잠이 들어 아침도 없고 저녁도 없이 어둡고 막막하기만 한 것인가, 아니면 내가 미련하여 참으면서 먹고 호흡하기를 태연히 하며 유유 범범하게 여겨서인가? 네가 정말로 알고 있는가 모르는가, 내가 과연 바야흐로 꿈을 꾸면서 깨지 않고 있는가? 네가 정말로 훌쩍 떠나버렸는가, 아니면 네가 장차 벌떡 일어나 돌아올 것인가? (중략) 해와 달은 그 운행이 변함이 없고 한 해가 가고 한 해가 오는 그 까닭도 변함이 없으며, 하늘은 높고 땅이 두터운 그 지극함도 변함이 없는데, 돌아온다는 기약은 언제이며 기약은 누구와 같이 알겠는가? (중략) 네가 태어나면서부터 내 마음에 즐거움은 아버지가 되었다는데 그칠 뿐만이 아니고 나라의 근본이 견고해져 황고와 열성조의 유업에 힘입어 뜻을 펼칠 수 있어서였다. (중략) 지금 나의 슬픔은 너로 인한 슬픔일 뿐만이 아니고 나의 어질지 못함과 부덕으로 나 자신에게 죄가 쌓여 나의 훌륭한 자식을 잘 보전하지 못하였고 4백년의 종묘사직이 한 올의 머리카락처럼 위태로우나 어떻게 할 수 없음을 슬퍼하는 것이니, 오히려 다시 무슨 말을 하겠는가? 슬프고 슬프다. 아! 애통하도다. | ” |
 — 순조 지음
시호는 효명,
묘호(墓號) 또는 원호(園號)는 연경(延慶)이라 하여 연경묘라 했고, 묘호(廟號, 사당 이름)은 문호(文祜)라 하여 문호묘라 하였다. 문호묘는 한성부 북부 순화방에 있었던 창의궁(彰義宮), 영조의 즉위 전 사저였고, 효장세자의 사당이 진종으로 추존되기 전까지 있었으며, 의소세손의 사당 근처에 건립되었다.

### 사후

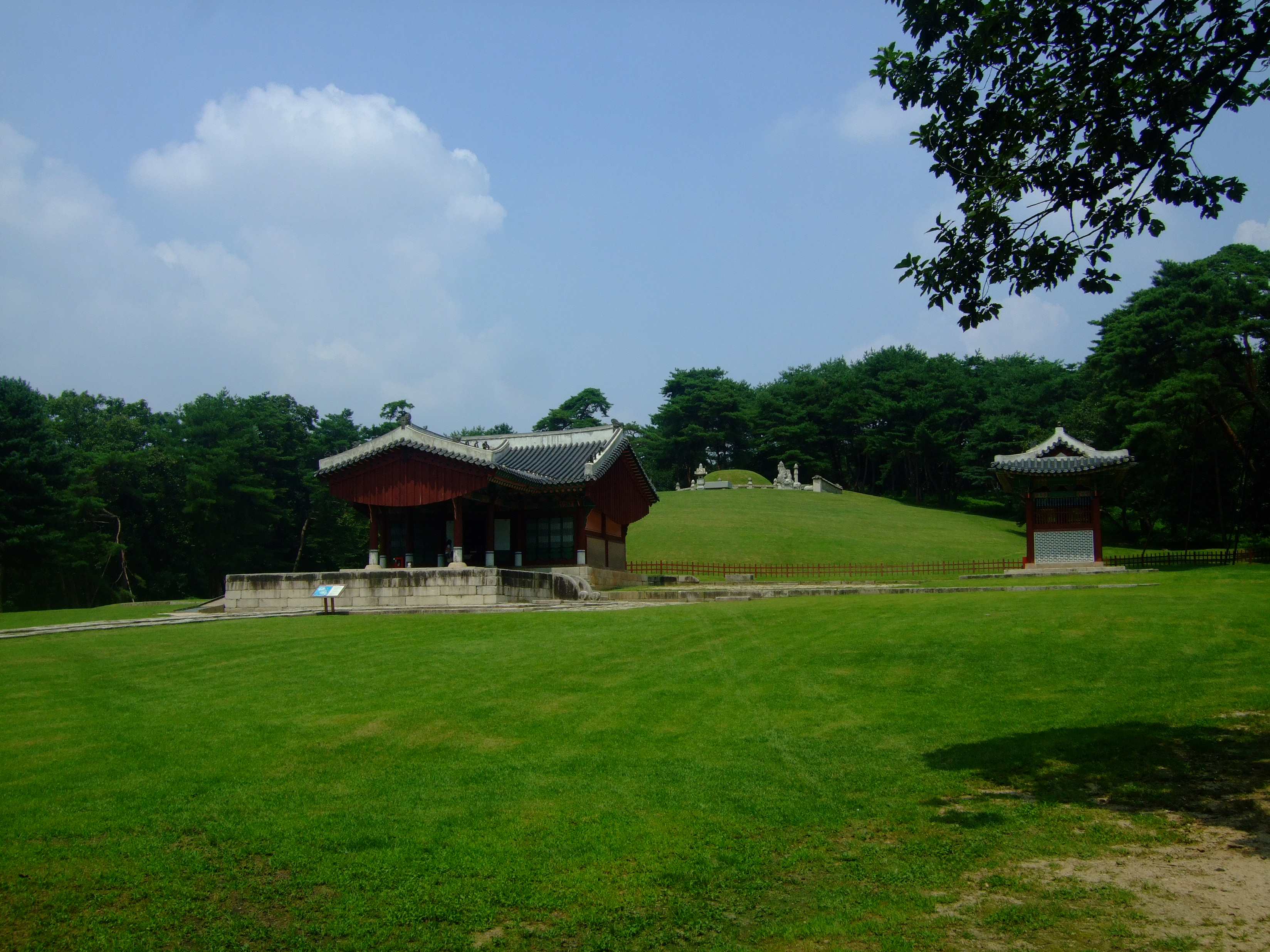
익종과 신정왕후의 능인 수릉

효명세자가 죽자, 순조는 원손(헌종)을 세손으로 책봉하였다. 효명세자가 죽고 2년후인 1832년(순조 32년), 동생인 명온공주와 복온공주가 잇따라 죽자 순조는 크게 상심하였고 실의에 빠졌다가 슬픔을 억제하지 못하고 승하하였다.
그해 8월 4일 경기도 양주군 천장산, 후일의 서울특별시 성북구 석관동 의릉 왼쪽 언덕, 천장산(天藏山)에 장사지내고 연경묘 (延慶墓)라고 하였다. 그 후 아들 헌종이 1835년 즉위하여 익종으로 추존하고 능의 이름을 수릉이라고 하였다. 1846년(헌종 13) 풍수상 불길하다는 의논이 제기되자 다른 곳으로 이장하기로 하고, 관을 발굴하여 정자각에 임시 봉안했다.
1846년 5월 19일에 발인하여, 5월 20일 경기도 양주군 고양주면 용마산 아래로 이장했다. 1855년(철종 6) 8월 다시 능을 발굴하여 양주군 구지면 인창리, 건원릉 좌측 언덕으로 이장하였다.

#### 시호 및 능묘
세자의 시호는 효명(孝明)이며 뜻을 이어 사업을 이루었다는 '효(孝)'와 사방에 빛을 비춘다는 '명(明)'에서 유래하였다. 이후 아들 헌종이 즉위하여 익종(翼宗)으로 추존하였다. 익종의 신주는 종묘 정전에 배향되어있다. 이는 추존 국왕은 종묘에 배향될 때 영녕전에 모셔진다는 관례를 깬 것으로, 추존 국왕 중 유일하게 정전에 배향되었다.
1863년(철종 14년) 12월, 철종이 후사 없이 승하하자 신정왕후는 흥선군의 둘째 아들 재황(載晃, 고종)을 익종의 양자로 삼아 익성군(益成君)의 군호를 내리고 왕으로 즉위시켰다. 1899년(광무 3년), 고종에 의해 익황제(翼皇帝)로 추존되면서 익종에서 문조(文祖)로 묘호가 개칭되었다.
능은 경기도 구리시 동구릉 내에 위치한 수릉(綏陵)으로, 아내 신정왕후와 합장되어 있다.

## 저서
- 《경헌집 (敬軒集)》 12권, 시집 모음
- 《담여헌시집 (淡如軒詩集)》, 시집 모음
- 《경헌시초 (敬軒詩草)》
- 《학석집 (鶴石集)》 6권, 문집

## 가족 관계
| 조선의 추존 국왕 대한제국의 추존 황제 | 문조 익황제 文祖 翼皇帝 | 출생 | 1809년 9월 6일 (음력 8월 9일) 조선 한성부 창덕궁 대조전         |
| 조선의 추존 국왕 대한제국의 추존 황제 | 문조 익황제 文祖 翼皇帝 | 사망 | 1830년 6월 13일 (음력 5월 6일) (20세) 조선 한성부 창덕궁 희정당 |

|    |                                                   | 본관 | 생몰년          | 부모                                                                | 비고                                            |
| -- | ------------------------------------------------- | ---- | --------------- | ------------------------------------------------------------------- | ----------------------------------------------- |
| 부 | 순조 숙황제 純祖 肅皇帝 순조대왕 純祖大王         | 전주 | 1790년 - 1834년 | 정조 선황제 正祖 宣皇帝 현목수비 박씨 顯穆綏妃 朴氏                 | 제23대 국왕                                     |
| 모 | 순원숙황후 김씨 純元肅皇后 金氏 순원왕후 純元王后 | 안동 | 1789년 - 1857년 | 영안부원군 김조순 永安府院君 金祖淳 청양부부인 심씨 靑陽府夫人 沈氏 | 명경왕대비 明敬王大妃 명경대왕대비 明敬大王大妃 |

|                     | 시호                                              | 본관 | 생몰년          | 부모                                                                     | 비고                                                                                  |
| ------------------- | ------------------------------------------------- | ---- | --------------- | ------------------------------------------------------------------------ | ------------------------------------------------------------------------------------- |
| 추존 왕비 추존 황후 | 신정익황후 조씨 神貞翼皇后 趙氏 신정왕후 神貞王后 | 풍양 | 1808년 - 1890년 | 풍은부원군 조만영 豊恩府院君 趙萬永 덕안부부인 송씨 德安府夫人 恩津 宋氏 | 효유왕대비 孝裕王大妃 효유대왕대비 孝裕大王大妃 조선의 추존 왕비 대한제국의 추존 황후 |

| 군호 | 군호                                      | 이름  | 생몰년          | 생모/친부모                                               | 배우자                                                                                              | 비고                             |
| ---- | ----------------------------------------- | ----- | --------------- | --------------------------------------------------------- | --------------------------------------------------------------------------------------------------- | -------------------------------- |
| 1    | 헌종 성황제 憲宗 成皇帝 헌종대왕 憲宗大王 | 환 烉 | 1827년 - 1849년 | 신정익황후 조씨                                           | 효현성황후 김씨 孝顯成皇后 金氏 효현왕후 孝顯王后 효정성황후 홍씨 孝定成皇后 洪氏 효정왕후 孝定王后 | 제24대 국왕 대한제국의 추존 황제 |
|      |                                           |       |                 |                                                           | |                                  |
| 양자 | 고종 태황제 高宗 太皇帝 익성군 益成君     | 희 㷩 | 1852년 - 1919년 | 헌의대원왕 興宣獻懿大院王 순목대원비 민씨 純穆大院妃 閔氏 | 명성태황후 민씨 明成太皇后 閔氏 명성황후 明成王后                                                   | 제26대 국왕 대한제국의 초대 황제 |

## 관련 문화재
- 왕세자입학도첩 (서울특별시 유형문화재 제307호)
- 효명세자 예찰 (경기도 유형문화재 제307호)
- 부산 범어사 황실축원 장엄수 (부산광역시 민속문화재 제1호)
- 익종 어진 (국립고궁박물관 소장)

## 문조가 등장한 작품

### 소설
- 《구르미 그린 달빛》 윤이수 지음, 글공방, 2014, 네이버 웹소설 완결 (드라마 ‘구르미 그린 달빛’의 원작)

### 드라마
- 《구르미 그린 달빛》 KBS2, 2016년 배우: 박보검(아역 : 정윤석)

### 영화
- 《명당》 2018년 (배우 : 김민재)

## 같이 보기
| - 춘앵전 - 조만영 - 김조순 - 김조근 - 조인영 - 조병구 - 신정왕후 - 철종 - 정조 | - 순원왕후 - 정약용 - 김정희 - 고종 - 박규수 - 도쿠가와 이에모토 - 에도 막부의 쇼군세자로서 문조와 같은 기대를 받은 사람이었으나 요절하였다. |